# Samuel Broadbent Jr.

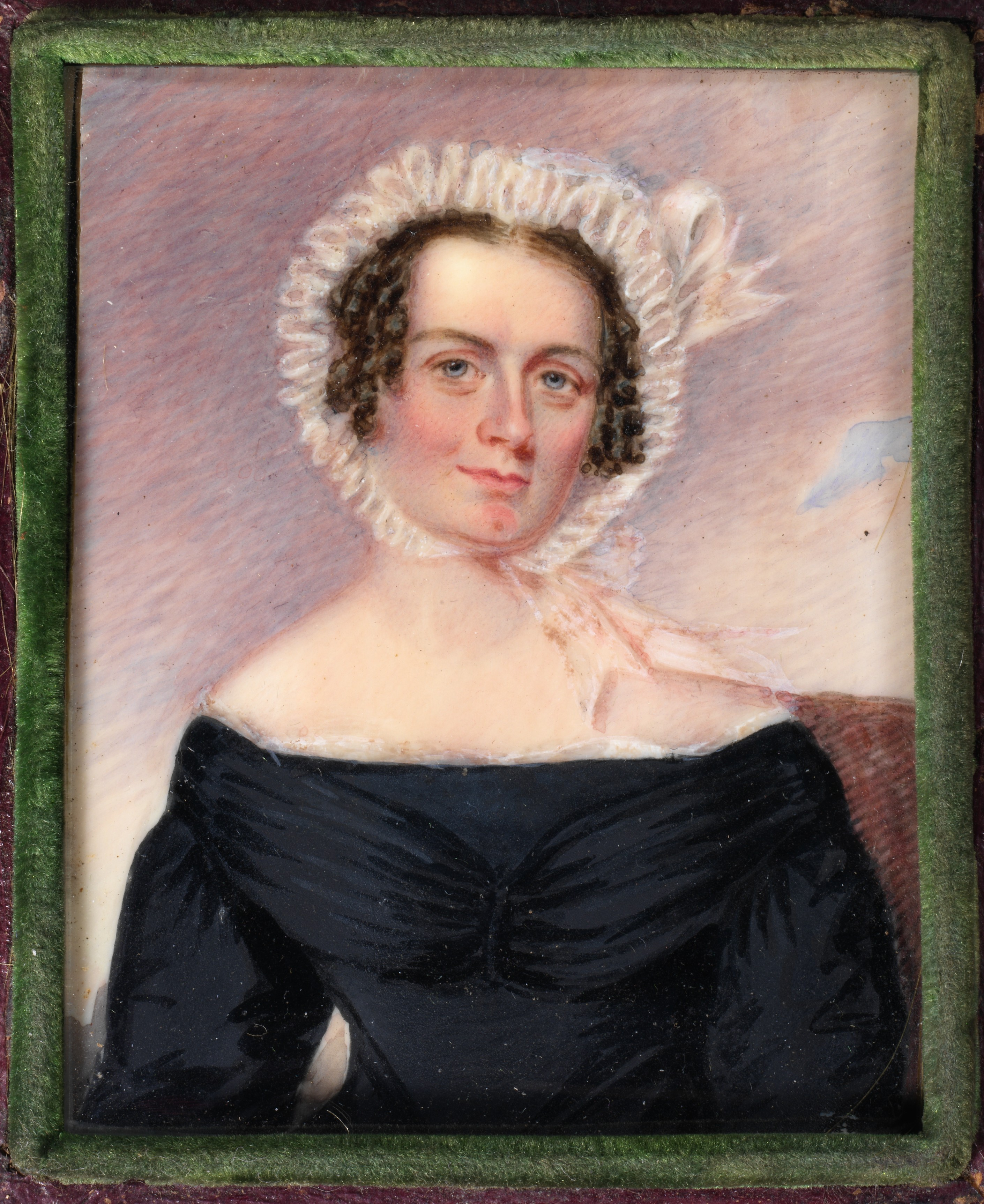
Samuel Broadbent Jr.: Portrait of a Lady (1837). Metropolitan Museum of Art

Samuel Broadbent Jr. (* 24. Juli 1810 in Wethersfield, Connecticut; † 24. Juli 1880 in Philadelphia, Pennsylvania) war ein US-amerikanischer Maler von Miniaturporträts und ein bedeutender Daguerreotypist.

## Leben
Samuel Broadbent junior war der Sohn von Dr. Samuel Broadbent senior (1759–1828), der als Arzt und Porträtmaler arbeitete. Zum Zeitpunkt des Todes seines Vaters arbeitete Broadbent bereits als Porträtmaler in Hartford sowie als Wanderkünstler in den Südstaaten. Von 1840 bis 1841 arbeitete er in New York City mit dem von Samuel F. B. Morse in Amerika eingeführten Daguerreotypie-Verfahren. Nach seiner Tätigkeit bei Morse reiste Broadbent viel durch die Südstaaten und widmete sich der Erstellung von Porträts mit dem Daguerreotypie-Verfahren.
Als 1849 sein erster Sohn geboren wurde, ließ er sich zunächst in Wilmington nieder und zog schließlich im Jahr 1851 nach Philadelphia. Er blieb in Philadelphia, wo er eine Reihe von Geschäftspartnerschaften mit anderen Fotografen einging und zu seiner Karriere als Maler zurückkehrte. Er pflegte auch eine enge Beziehung zu Thomas Sully in Philadelphia und malte 1864 dessen Porträt. Dieses befindet sich heute im Wadsworth Atheneum in Hartford. Broadbent stellte das Porträt 1869 in der Pennsylvania Academy of the Fine Arts aus. Laut Zeitungen aus Philadelphia verstarb er am Samstagabend, dem 24. Juli 1880, in seinem Haus in Philadelphia, kurz nachdem er 70 Jahre alt geworden war. Nach Broadbents Tod im Jahr 1880 führten zwei seiner Söhne das Fotografieunternehmen bis 1905 weiter. Ein Broadbent-Fotostudio blieb sogar bis 1920 in Philadelphia bestehen.

## Werk

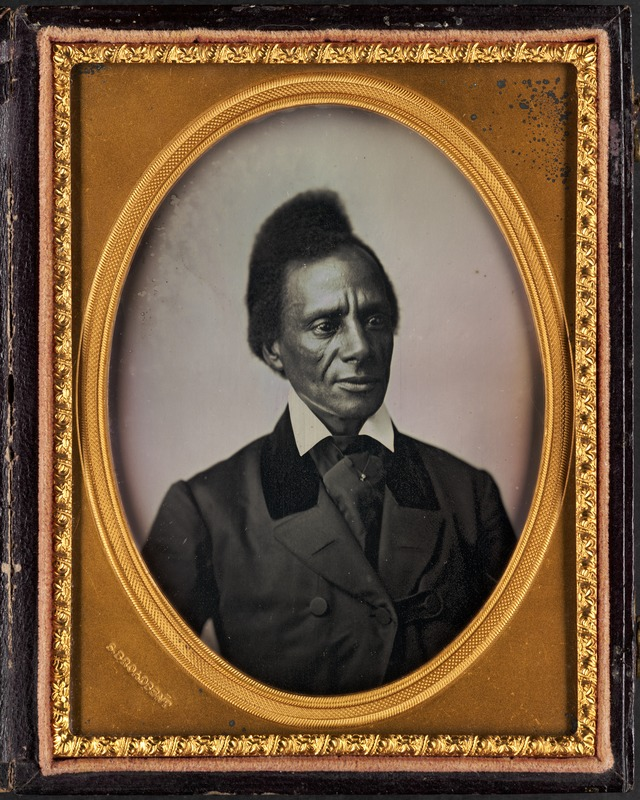
Samuel Broadbent Jr: Charles Lenox Remond (zwischen 1851 und 1856). Boston Public Library

Zunächst spezialisierte sich Broadbent Jr. auf Aquarell-Miniaturporträts wie Portrait of a Lady aus dem Jahr 1837. Er verwendete häufig kolorierte Hintergründe, Landschaften oder eine fensterähnliche Kulisse. Fast vier Jahrzehnte lang arbeitete er jedoch hauptsächlich als Porträtfotograf. Broadbent arbeitete mit verschiedenen fotografischen Medien und produzierte Bilder unter Verwendung unterschiedlicher Verfahren. Bei seinen Daguerreotypien verwendete er häufig einen gemalten Landschaftshintergrund oder zentrierte die porträtierte Person in einem seitlich mit großen Blattranken verzierten Fensterrahmen. Neben Daguerreotypien produzierte das Broadbent-Studio auch Ambrotypie und Ferrotypie. Es schaffte erfolgreich den Übergang zur Fotografie auf Papier.